# Voiture tonneau
 (septembre 2014).
Si vous disposez d'ouvrages ou d'articles de référence ou si vous connaissez des sites web de qualité traitant du thème abordé ici, merci de compléter l'article en donnant les références utiles à sa vérifiabilité et en les liant à la section « Notes et références ».
 (septembre 2014).

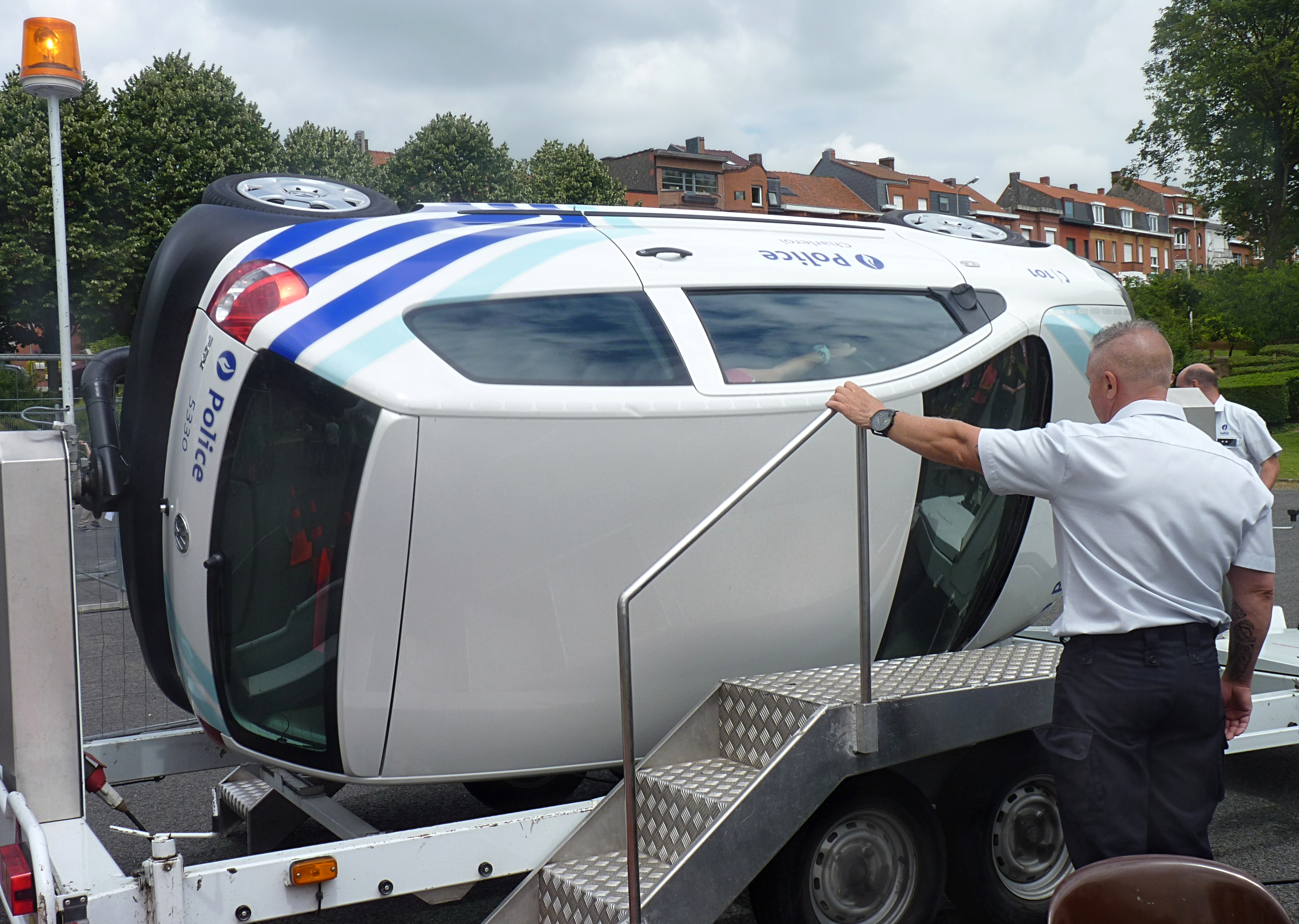
Une voiture tonneau en action sous l'œil de la police.

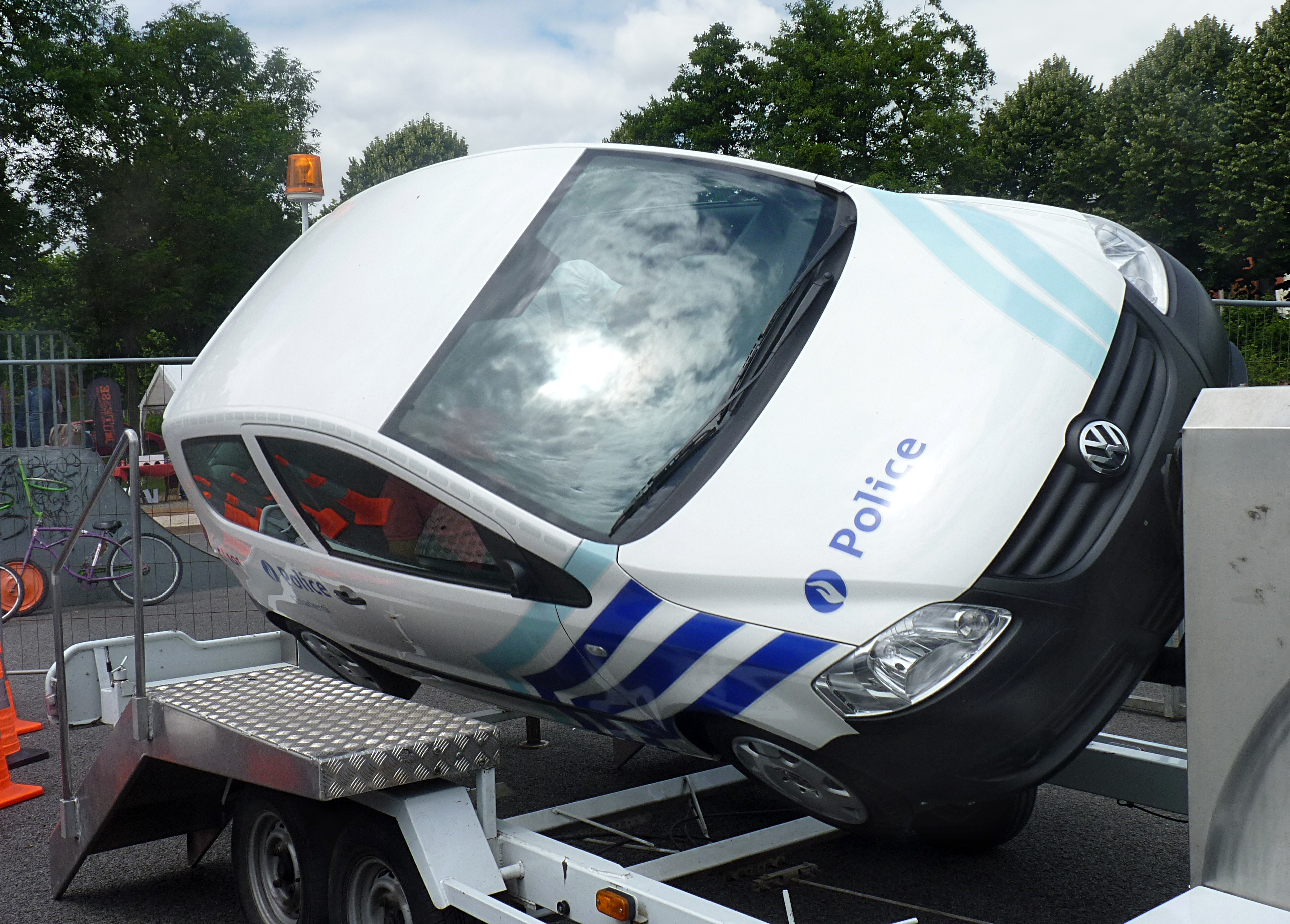
Voiture tonneau utilisée par la police belge à Mouscron(Belgique)

Une voiture tonneau est un dispositif employé lors des animations de sécurité routière par des intervenants (IDSR, intervenants départementaux de sécurité routière) ou animateurs spécialisés (entreprises de prévention du risque routier) pour simuler en toute sécurité un ou plusieurs tonneaux de voiture à usage personnel ou non.
La voiture tonneau était une marque déposée par la société Mengel de 2003 à 2013. Il existe une cinquantaine de voitures tonneaux en France.
Le simulateur de retournement est une animation qui permet de tester l'efficacité de la ceinture de sécurité en cas de tonneaux lors d'un accident de la route. Il permet également d’illustrer la dangerosité potentielle des petits objets, qui peuvent, dans certains cas, s’avérer plus menaçants que le tonneau lui-même.
La voiture tonneau se compose d'une remorque sur laquelle est fixée un mécanisme spécifique comprenant une motorisation et un bâti sur lequel est implanté un véhicule. Un système électrique et hydraulique permet de faire tourner un véhicule autour d'un axe pour simuler des tonneaux. Il s'agit d'une rotation circulaire sans choc, ni accélération ni décélération et sans bruit. Il est impossible de reproduire fidèlement des tonneaux.
Dans sa notice d'utilisation, le constructeur Mengel recommande, pour des raisons de sécurité, que la mise en œuvre soit assurée par deux animateurs formés. Le premier se place à l'avant de la voiture tonneau afin de surveiller ce qui se passe dans le véhicule, le second animateur se tient à l'arrière du véhicule pour assurer la sécurité.
Il est nécessaire de suivre une procédure d'installation spécifique dans le véhicule comprenant: le dossier à 110°, le dos en appui sur le dossier, l'appuie-tête réglé au niveau du sommet du crâne, la ceinture doit être réglée en sa partie haute à la morphologie de l'occupant, au plus près du corps (la partie ventrale posée bien à plat sur les hanches, sous le ventre, sur le sternum et sur l'épaule), en positionnant la ceinture sur les hanches et sur l'épaule afin d'être parfaitement solidarisé avec le véhicule.
La voiture est immobilisée sur le toit (1 seconde) et une vérification du maintien du visiteur est effectuée avant que ne soient faits trois tours maximum du véhicule par un animateur. Il ramène ensuite la voiture tonneau en position de départ. Il se porte à hauteur des visiteurs et recueille leurs impressions.
Cette animation a pour objectif de démontrer que la ceinture de sécurité permet un parfait maintien quelle que soit la position du véhicule (sur le toit, le côté).
Dans quelques actions de prévention, les animateurs proposent une présentation informatique sur les forces de retenue et expliquent pourquoi la ceinture sauve des vies.
Un simulateur de choc frontal (ou Testochoc) accompagne parfois la voiture tonneau pour prouver l'efficacité de la ceinture de sécurité en cas de choc frontal.